# Laroche-près-Feyt
Laroche-près-Feyt è un comune francese di 77 abitanti situato nel dipartimento della Corrèze nella regione della Nuova Aquitania.

## Società

### Evoluzione demografica
Abitanti censiti